# Cochylidia rupicola
Cochylidia rupicola (tên tiếng Anh: Chalk-cliff Tortrix hoặc Conch) là một loài bướm đêm thuộc họ Tortricidae. Nó được tìm thấy ở hầu hết châu Âu và Cận Đông.
Sải cánh dài khoảng 13 mm. Con trưởng thành bay từ tháng 6 đến tháng 7. They typically fly from dusk onwards.
Ấu trùng ăn hoa và hạt của Eupatorium cannabinum during tháng 8 đến tháng 10. After this feeding period, the larva builds a cocoon near the foodplant in which it overwinters.

## Hình ảnh

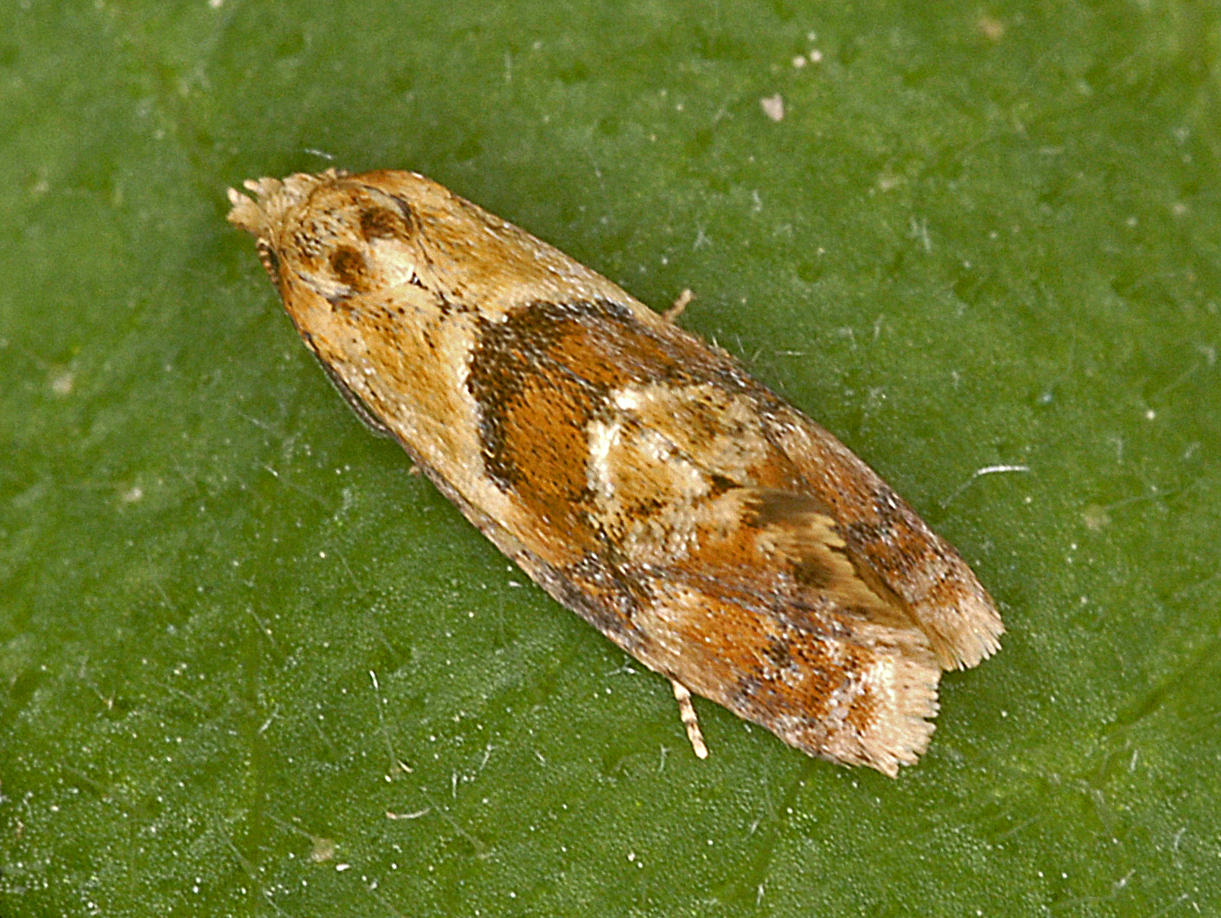
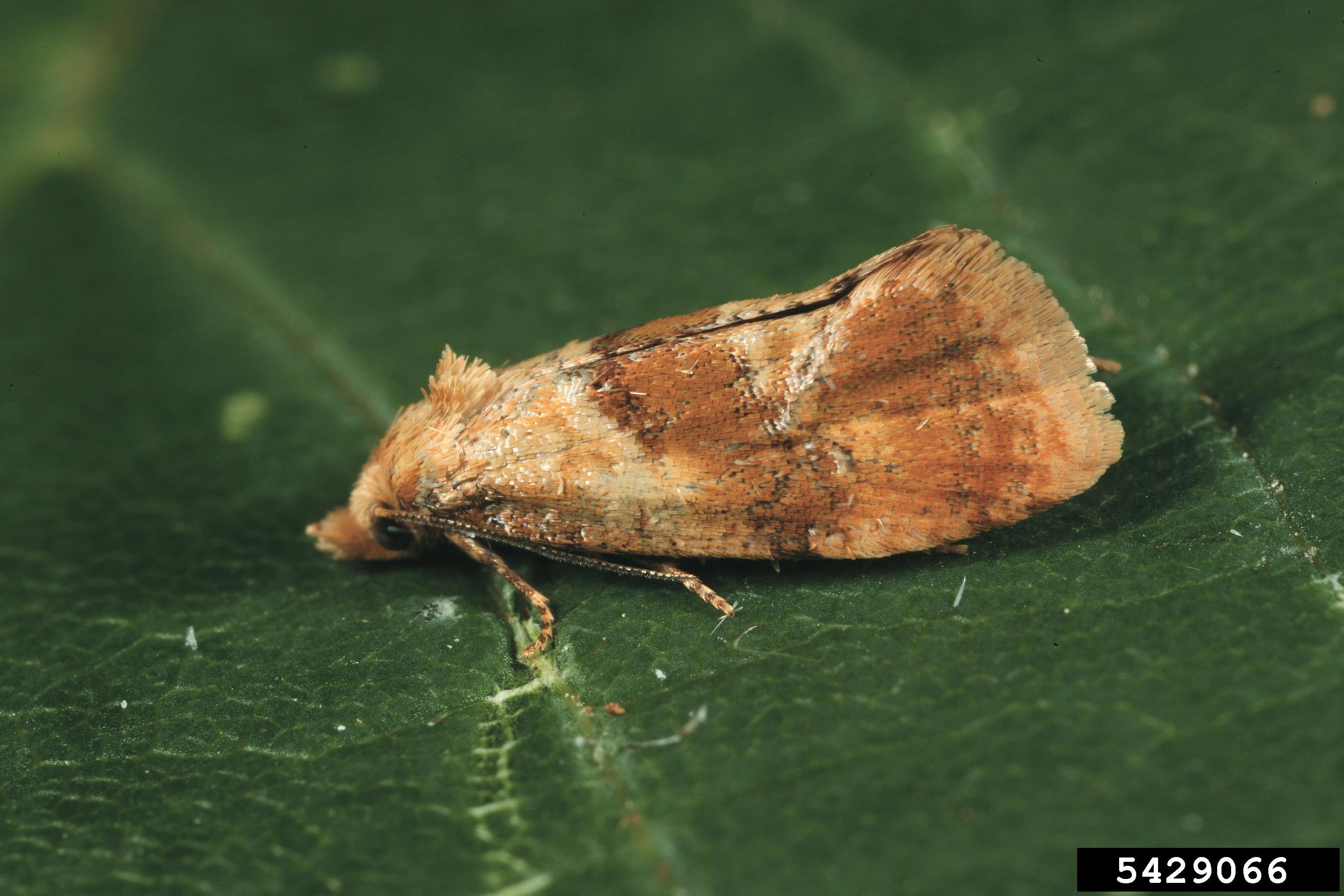